# Les Waides
Les Waides is een gehucht in de Luikse gemeente Dalhem, in de deelgemeente Neufchâteau in België.
Het gehucht ligt ten oosten van het dorp Neufchâteau, op de zuidelijke helling van een heuvelrug die de waterscheiding vormt tussen het dal van de Berwijn in het zuidwesten en het Voerdal in het noordoosten.
Ten noorden van Les Waides ligt het Fort Aubin-Neufchâteau en iets verder naar het noorden het Bois du Roi met erachter het gehucht La Heydt. In het oosten ligt buurtschap Knuppelstock en het dorp Sint-Jansrade. In het zuidoosten in het dal van de Berwijn ligt de Abdij van Val-Dieu en aan de overkant van het dal ligt in het zuiden het gehucht Mauhin en in het zuidwesten het Kasteel van Wodémont.

## Wielrennen
De beklimming van Les Waides begint bij de N650 in het dal van de Berwijn en eindigt bij een vijfsprong aan de N608, vlakbij het Fort Aubin-Neufchâteau. De klim is zo'n drie kilometer lang en kent een wisselvallig stijgingspercentage. Na zo'n 650 meter klimmen slaat men rechtsaf, waar de weg 500 meter lang daalt, om vervolgens weer bergop te gaan, slingerend door het landschap langs enkele oude boerderijen. Het steilste stuk van zo'n 12 procent bevindt zich vlak na het verlaten van de bebouwing. De laatste hectometers gaan nog slechts vals plat omhoog. De beklimming werd regelmatig opgenomen in de Hel van het Mergelland en in diverse toertochten voor wieleramateurs.
De klim kan ook gereden worden door het dorp Neufchâteau en langs de ingang van het fort. Deze beklimming is net zo lang, maar minder steil en bevat geen afdaling. Bovenaan de vijfsprong komen ook de beklimmingen vanuit Weerst via La Heydt en Winerotte (over de doorgaande weg) samen.
Deelgemeenten: Berneau · Bolbeek · Dalhem · Feneur · Mortroux · Neufchâteau · Saint-André · Weerst

Overige plaatsen: Chenestre · Fêchereux · La Heusière · La Heydt · Mauhin · Les Waides · Wodémont

Belgische gemeenten · arrondissement Luik · provincie Luik · Wallonië